# Barbula guepinii
Barbula guepinii là một loài rêu trong họ Pottiaceae. Loài này được (Bruch & Schimp.) Schimp. mô tả khoa học đầu tiên năm 1876.